# 費爾南達·文圖里尼
費爾南達·文圖里尼（葡萄牙語：Fernanda Venturini，1970年10月24日—），是巴西的退役排球運動員，司職二傳手，多次代表巴西參與國際賽事，4次出戰奧運，在1996年亞特蘭大奧運會得到銅牌。個人獎項方面，分別於1993年、1994年及2004年的世界女排大獎賽中被選為最佳二手傳手，其中1994年更被選為最有價值球員。